# Алгабас (Толебійський район)
Алгаба́с (каз. Алғабас) — село у складі Толебійського району Туркестанської області Казахстану. Входить до складу сільського округу Бірінші Мамира.
Населення — 1099 осіб (2021; 1251 у 2009, 1081 у 1999, 938 у 1989).